# Carretera prefectural de Hokkaidō 3
La carretera prefectural de Hokkaidō 3 (北海道道3号札幌夕張線, Hokkaidô dô 3 gô Sapporo-Yuubari sen) o línia Sapporo-Yûbari és una carretera prefectural de Hokkaido que connecta la ciutat de Sapporo, a la subprefectura d'Ishikari i capital prefectural, amb la ciutat de Yūbari, a la subprefectura de Sorachi. Com a carretera de nivell prefectural, la titularitat i gestió d'aquesta correspon al govern de Hokkaidō, mentres que el tram dins de Sapporo és administrat per l'ajuntament d'aquesta ciutat.

## Història
- 30 de març de 1954: S'inaugura la via amb el nom de "carretera prefectural número 6".[2]
- 11 de maig de 1993: El ministeri de construcció del govern japonés designa la via com a carretera principal i l'anomena "línia Sapporo-Yûbari".[3]
- 1 d'octubre de 1994: Amb la reforma de la numeració per part del govern de Hokkaidô, la carretera passa a ser la número 3 de la xarxa viària prefectural.[4]

## Recorregut
El recorregut de la carretera comença al parc Ōdōri, al districte de Chūō, al centre de la ciutat de Sapporo. El traçat dins de la ciutat de Sapporo està administrat per l'ajuntament d'aquesta ciutat.
La carretera prefectural 3 travessa els següents municipis:
- Sapporo, subprefectura d'Ishikari
- Kitahiroshima, subprefectura d'Ishikari
- Naganuma, districte de Yūbari, subprefectura de Sorachi
- Yuni, districte de Yûbari, subprefectura de Sorachi
- Kuriyama, districte de Yûbari, subprefectura de Sorachi
- Yūbari, subprefectura de Sorachi